# Wraith: The Oblivion
Wraith: The Oblivion är ett rollspel som utgivits av rollspelsföretaget White Wolf. Spelare ikläder sig rollen av ett spöke och spelar i företagets utvecklade rollspelsvärld World of Darkness.